# Torre de ràdio i televisió de Hosingen
La torre o emissor de Hosingen és una torre subjectada de 300 metres d'altura situada als afores de la ciutat de Hosingen (Luxemburg), utilitzada per retransmetre per FM i televisió. Té un diàmetre de 2 metres i es va construir el 1970. És la construcció més alta de Luxemburg i és propietat de RTL.
El pal duu antenes a una alçada de 285 metres, que assenyalen cap a Alemanya. Aquestes antenes s'utilitzen per transmetre el programa de parla alemanya de RTL a 97,0 MHz amb una ERP de 100 kW. Les antenes per a la transmissió de l'emissora de ràdio nativa a 92,5 MHz amb una ERP de 50 kW estan situades a una alçada de 237 metres. Com a dispositiu de transmissió per a ambdues freqüències, s'utilitzen els transmissors Telefunken S 3217 amb una potència de sortida de 10 kW. Per a cada freqüència també hi ha instal·lat un transmissor de seguretat, amb una potència de sortida de 10 kW, amb un Telefunken S 3152.